# Узонські джерела
Узонські джерела (рос. Узонские источники) — мінеральні джерела на півострові Камчатка.
Розташовані термальні джерела в Єлізовському районі в кальдері Узон. За складом вод вуглекислі. У деяких ключах зафіксований радон. Сумарний дебіт джерел — 80 л/с. Розкидані по площі близько 15 км².
Карл Дітмар, російський геолог та дослідник Камчатки не тільки відвідав, але й описав Узонські джерела в 1854 р.